# 진안중학교 (경기)
진안중학교(陳雁中學校)는 대한민국 경기도 화성시 진안동에 있는 공립 중학교이다.

## 학교 연혁
- 2000년 6월 7일 : 보통교실 30실, 특별교실 9실, 관리실 4실 등 착공
- 2001년 1월 5일 : 진안중학교 설립인가 (30학급)
- 2001년 3월 1일 : 초대 김성윤 교장 취임
- 2001년 3월 5일 : 제1회 신입생 입학식 (5학급 184명)
- 2002년 8월 20일 : 건물 3차 준공
- 2003년 2월 13일 : 제1회 졸업식 (졸업생 23명)
- 2016년 2월 5일 : 제14회 졸업식(졸업생 344명) 4,275명 배출
- 2023년 9월 1일 : 제7대 송기태 교장 취임
- 2024년 1월 5일 : 제22회 졸업식(졸업생 235명)
- 2024년 3월 4일 : 제24회 신입생 입학(5학급 147명)

## 참고 자료
- 진안중학교 - 한국교육학술정보원 학교알리미